# Shahzada Dawood
Shahzada Dawood (Urdu شہزادہ داؤد, * 12. Februar 1975 in Rawalpindi; † 18. Juni 2023 im Nordatlantik) war ein pakistanischer Geschäftsmann, Investor und Philanthrop, der auch Staatsbürger des Vereinigten Königreichs und Maltas war. Er war Vize-Vorstandsvorsitzender von Engro, Aufsichtsratsmitglied der Dawood Hercules Corporation, Stiftungsbeirat der Dawood Foundation, der Engro Foundation und des Prince’s Trusts, sowie Mitglied des Beirats des SETI-Instituts.

## Philanthropie
Dawood war seit 1996 Stiftungsmitglied (Trustee) der Familienstiftung, der Dawood Foundation (TDF), die sich um gesellschaftliche Veränderungen durch die Schaffung interaktiver Räume für formelle und informelle Bildung einsetzt. TDF koordiniert den Hussain Dawood Pledge, eine private Spende zur Bekämpfung von COVID-19 in Pakistan. Dawood konzentrierte sich auf die Unterstützung psychischer Gesundheit von von COVID-19 betroffenen Menschen in Pakistan.
Dawood war auch Stiftungsratsmitglied der Engro Foundation und des SETI-Instituts.

## Privates
Shahzada war der Sohn von Hussain Dawood. Er war mit Christine Dawood verheiratet und hatte mit ihr zwei gemeinsame Kinder: Sohn Suleman Dawood, der ebenfalls bei der Tauchfahrt am 18. Juni 2023 ums Leben kam, und eine Tochter.
Shahzada studierte sowohl in den USA als auch im Vereinigten Königreich und erwarb einen Master of Science in Global Textile Marketing an der Philadelphia University und einen Bachelor of Laws an der University of Buckingham.

## Tod
Am 18. Juni 2023 ging das Boot Titan beim Tauchgang zum Wrack der Titanic verschollen. An Bord waren Dawood und sein Sohn Suleman sowie der Unternehmer Hamish Harding, der Tiefseeforscher Paul-Henry Nargeolet und der Bootsbesitzer Stockton Rush. Nach einer groß angelegten Such- und Rettungsmission wurden am 22. Juni 2023 Wrackteile des Tauchboots gefunden. Laut der Rekonstruktion der Ereignisse waren alle Personen an Bord bei der Implosion des Boots während des Tauchgangs ums Leben gekommen.